# Maranovići
Maranovići falu Horvátországban, Dubrovnik-Neretva megyében. Közigazgatásilag Mljethez tartozik.

## Fekvése
Dubrovnik városától légvonalban 35 km-re északnyugatra, községközpontjától légvonalban 9, közúton 13 km-re keletre, Mljet szigetének keleti részén található.

## Története
Maranovići területe ősidők óta lakott. Az itt élt első ismert nép az illírek voltak, akik az i. e. 2. évezredtől fogva éltek itt magaslatokon épített erődített településeken és kövekből rakott halomsírokba temetkeztek. A település határában több ókori illír erődített település maradványai megtalálhatók Vrh Mlijećén és Sokolovicán. Halomsírjaik találhatók a település határában Maranovići és Prožura között és a Struje nevű helyen. Az illírek i. e. 35-ig uralták a térséget, amikor Octavianus hadai végső győzelmet arattak felettük. A mai település határában az 1. században Zara néven római kolónia volt. A  "Crkvine" nevű helyen az 5. században ókeresztény bazilika állt, melyet valószínűleg Szent Pál apostol tiszteletére szenteltek. A Nyugatrómai Birodalom bukása után 493-tól a keleti gótok uralták a szigetet. 535-ben Mljet Dalmáciával együtt a Bizánci Császárság uralma alá került.
A horvátok ősei a 7. században érkeztek Dalmáciába és csakhamar megalapították első településeiket Mljet szigetén is. Ezek elsőként a termékeny mező melletti, ivóvízzel rendelkező helyeken alakultak ki. Ezek egyike volt a mai Maranovići határában fekvő Vrhmljeće, melyet a szlávok a sziget keleti részének egyik nehezen hozzáférhető lejtőjén létesítettek. 1410-től a szigettel együtt a Raguzai Köztársaság része lett. A kalózveszély elmúltával a 15. században a lakosság a tenger közelébe húzódott, ahol a település kikötőjeként megalapította Okuklje települést. Ekkor néptelenedett el a középkori Vrhmljeće. A szigetre való további bevándorlás során létrejött Žare település is azon a helyen ahol a római korban Zara állt. Alapítóinak egyike Ivan Pribojević volt, aki szintén ekkor vásárolt itt földet és szőlőművelésbe kezdett. Ezzel egy időben a megmaradt vrhmljećeiek a középkori Szűz Mária templomtól délkeletre 500 méterre új települést alapítottak. Itt még ma is látszanak az egykori kőházak falmaradványai. Ennek az újraalapított településnek a 16. században Lokvice volt a neve.
Az 1580-as években Lokvicén járvány ütött ki és a megmaradt lakosság részben Okukljéra, részben Koritára, részben pedig a termékeny Maransko polje feletti Glogovac lejtőire menekült. Közülük a leggazdagabbak a Maranović-Pribojević testvérek voltak, az új település pedig róluk a Maranovići nevet kapta, a falu alatti mezőt pedig Maransko poljének nevezték el. Az új település már 1589-ben olyan méretű volt, hogy lakói saját bírót választottak. Lakói kezdetben az okukljei, majd a koritai plébániához tartoztak. 1725-ben Ali Hodzsa kalózai elpusztították a települést, lerombolták a Szent Antal templomot is, 11 helyi lakost pedig rabságba hurcoltak. A falut és a templomot rövidesen újjáépítették, 1769-ben pedig a plébánia központja is Maranovićibe került. 1806-ban a sziget Dalmáciával együtt a Raguzai Köztársaságot legyőző franciák uralma alá került, de Napóleon bukása után 1815-ben a berlini kongresszus Dalmáciával együtt a Habsburgoknak ítélte. A településnek 1857-ben 145, 1910-ben 174 lakosa volt. 1895-ben megnyílt a település iskolája. 1918-ban az új szerb-horvát-szlovén állam, majd később Jugoszlávia része lett. A település 1991-től a független Horvátországhoz tartozik. 2011-ben 43 lakosa volt. Lakói főként olíva és szőlőtermesztéssel, mezőgazdasággal, kisebb mértékben halászattal és turizmussal foglalkoznak.

## Népesség

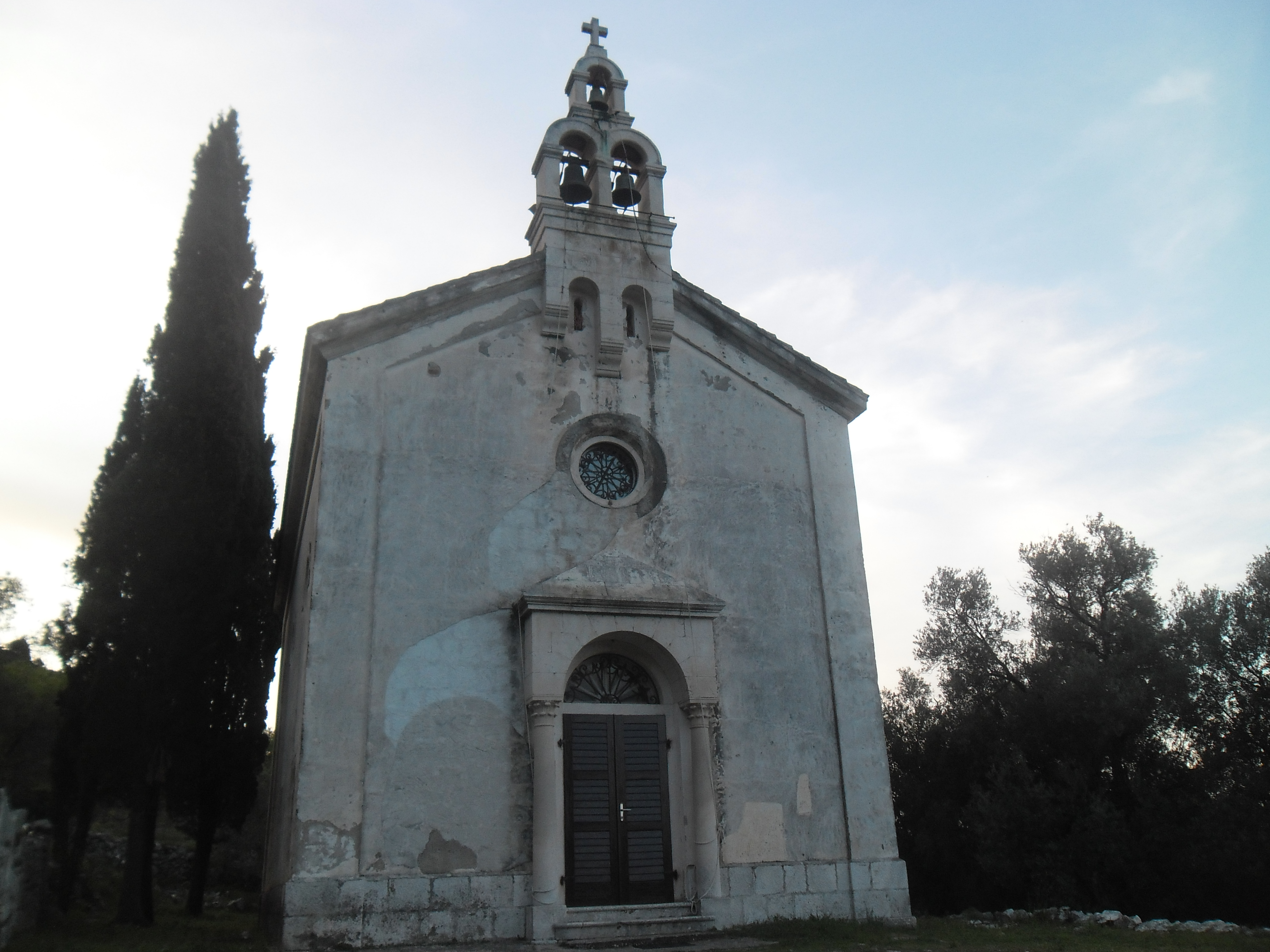
A Szent Antal templom

| Lakosság változása | Lakosság változása | Lakosság változása | Lakosság változása | Lakosság változása | Lakosság változása | Lakosság változása | Lakosság változása | Lakosság változása | Lakosság változása | Lakosság változása | Lakosság változása | Lakosság változása | Lakosság változása | Lakosság változása | Lakosság változása |
| ------------------ | ------------------ | ------------------ | ------------------ | ------------------ | ------------------ | ------------------ | ------------------ | ------------------ | ------------------ | ------------------ | ------------------ | ------------------ | ------------------ | ------------------ | ------------------ |
| 1857               | 1869               | 1880               | 1890               | 1900               | 1910               | 1921               | 1931               | 1948               | 1953               | 1961               | 1971               | 1981               | 1991               | 2001               | 2011               |
| 145                | 161                | 156                | 172                | 170                | 174                | 182                | 176                | 190                | 190                | 179                | 127                | 73                 | 60                 | 54                 | 43                 |

## Nevezetességei
- Remete Szent Antal tiszteletére szentelt plébániatemploma 1860 és 1872 között épült a régi, kisebb és romos Szent Antal templom helyén. A régi templomot még a 15/16. században építették, de 1725-ben a kalózok elpusztították. Az épületet rövidesen újjáépítették és 1769-ben plébániatemplom rangjára emelkedett. A mai templomot 1888-ban szentelték fel. 1977-ben és 1990-ben felújították.
- Szűz Mária templom romjai. A templom a 14. században épült, első említése 1419-ben történt.
- Ókori halomsírok Maranovići és Prožura között és a Struje nevű helyen.
- Vrh Mlijeća középkori település maradványai.
- Vrh Mlijeća középkori várának, Gradavnak a maradványai.
- Ókori várromok Vrh Mlijećán és Sokolovicán.

## Gazdaság
Maranovići egy termékeny mező felett fekszik, ezért lakosságának fő megélhetési forrása mindig a mezőgazdaság volt. A településnek saját olajprés üzeme is volt. Később a fiatalok közül sokan a turizmus felé fordultak, míg az idősebb lakosok továbbra is szőlőt, olívabogyót termesztettek, kisebb mértékben pedig halászattal foglalkoztak.

## Oktatás
A település iskolája 1895-ben nyílt meg. Az első négy évben az oktatás a plébániaházban volt, majd 1899-ben felavatták az iskolaépületet. Az iskolának a 20. század folyamán Prožurán és Koritán területi iskolái működtek. 1983-ban a tanulók kis száma miatt az iskola bezárt, a gyermekek ma Babino Poljéra járnak iskolába.

## Fordítás
Ez a szócikk részben vagy egészben  a   Maranovići című horvát Wikipédia-szócikk ezen változatának fordításán alapul.  Az eredeti cikk szerkesztőit annak laptörténete sorolja fel. Ez a jelzés csupán a megfogalmazás eredetét és a szerzői jogokat jelzi, nem szolgál a cikkben szereplő információk forrásmegjelöléseként.